# Депутатов, Виктор Сергеевич
Ви́ктор Серге́евич Депута́тов (род. 10 мая 1961) — советский хоккеист (хоккей на траве), полевой игрок. Бронзовый призёр летних Олимпийских игр 1980 года.

## Биография
Виктор Депутатов родился 10 мая 1961 года.
Играл в хоккей на траве за московские «Фили».
В 1980 году вошёл в состав сборной СССР по хоккею на траве на летних Олимпийских играх в Москве и завоевал бронзовую медаль. Играл в поле, провёл 1 матч, мячей не забивал.
В 1983 году в составе сборной СССР стал серебряным призёром чемпионата Европы в Амстердаме, в 1984 году завоевал золотую медаль хоккейных международных соревнований «Дружба-84».
В 1988 году вошёл в состав сборной СССР по хоккею на траве на летних Олимпийских играх в Сеуле, занявшей 7-е место. Играл в поле, провёл 7 матчей, забил 1 мяч в ворота сборной Южной Кореи.
В 1992 году вошёл в состав сборной Объединённой команды по хоккею на траве на летних Олимпийских играх в Барселоне, занявшей 11-е место. Играл в поле, провёл 7 матчей, забил 1 мяч в ворота сборной Нидерландов.
Заслуженный мастер спорта СССР.
По окончании игровой карьеры стал тренером. Работал старшим тренером основной команды по хоккею на траве московской СШ «Измайлово» и главным тренером молодёжной команды. В 2013—2015 годах работал тренером московского центра спортивной подготовки «Измайлово», в 2015—2017 годах — центра спортивной подготовки «Крылатское», с 2018 года — «Динамо-ЦОП».
Входит в спортивно-дисциплинарный комитет Федерации хоккея на траве России.